# Beatrica Rethelska
Beatrica Rethelska (Beatrix de Rethel) (oko 1130./1132. – 30. ožujka 1185.) bila je kraljica Sicilije kao treća žena kralja Rogerija II. Sicilskog.
Njezini su roditelji bili grofica Beatrica Namurska i njen muž,  grof Ithier.
Beatris se 1151. godine udala za kralja Rogerija. Njihovo jedino dijete bila je kraljica Konstanca Sicilska.